# Jaŭhen Bjarozkin
Jaŭhen Sjargeevič Bjarozkin (in bielorusso Яўген Сяргеевіч Бярозкін?; Vicebsk, 5 luglio 1996) è un calciatore bielorusso, centrocampista dell'Elimai.

## Palmarès

### Club

#### Competizioni nazionali
- Supercoppa di Bielorussia: 1

BATĖ Borisov: 2017
- Campionato bielorusso: 2

BATĖ Borisov: 2017, 2018
- Coppa di Bielorussia: 1

BATĖ Borisov: 2019-2020